# Marcel Poot
Marcel baron Poot (født 7. maj 1901 i Vilvoorde, Belgien, død 12. juni 1988 i Brussels) var en belgisk komponist, professor og musiker. 
Poot studerede orgel og komposition på Brussels musikkonservatorium, og studerede senere hos Paul Dukas på Ècole Normale de Musique de Paris i Paris.
Fik international succes i 1934, med overturen Ouverture Joyeuse, og blev i 1939 lærer, senere professor på Brussels Musikkonservatorium.
Poot grundlagde i 1960, Unionen af belgiske komponister og blev dens første præsident.
Han har skrevet 7 symfonier, orkesterværker, kammermusik, koncertmusik  etc. 

## Udvalgte værker
- Symfoni nr. 1 (1929) - for orkester
- Symfoni nr. 2 (1937) - for orkester
- Symfoni nr. 3 (1952) - for orkester
- Symfoni nr. 4 (1970) - for orkester
- Symfoni nr. 5 (1974) - for orkester
- Symfoni nr. 6 (1978) - for orkester
- Symfoni nr. 7 (1982) - for orkester
- Sinfonietta (1946) - for orkester
- Klaverkoncert nr. 1 (1959) - for klaver og orkester
- Klaverkoncert nr. 2 (1975) - for klaver og orkester
- Overture "Glæden" - for orkester